# Влад II Дракул
Влад II Дракул (на румънски: Vlad al II-lea Dracul; ок. 1393/1397 – 7 декември 1447) е владетел на Влашко в периода 1436 – 1442 и 1443 – 1447. Баща е на Мирчо II, Влад Цепеш, Раду III и Влад IV Монах, всичките владетели на Влашко.

## Произход и ранни години
Влад Дракул произхожда от знатния род Басараб, като е незаконен син на Мирчо Стари и негова държанка на име Мариа Толмай.
В детството си е изпратен като заложник в двора на унгарския крал Сигизмунд. Самият Сигизмунд споменава, че Влад получава добро образование в унгарския двор и прекарва младостта си из градовете Буда, Нюрнберг и др. Междувременно баща му, Мирчо Стари, умира през 1418 г. и е наследен от единствения си законнороден син Михаил I. Две години по-късно Михаил загива в битка с братовчед си Дан II и през следващото десетилетие Дан и друг от синовете на Мирчо Стари, Раду II Празнаглава, воюват за влашкия престол.
В началото на 1423 г. Влад Дракул напуска Буда в опит да замине за Полша без позволението на крал Сигизмунд, но е заловен преди да стигне границата. Скоро след това Сигизмунд посочва Дан II за законен владетел на Влашко.
Румънският историк Раду Флореску отбелязва, че Сигизмунд изпраща Влад да посрещне византийския император Йоан VIII Палеолог при неговото идване във Венеция през 1423 г. с цел да сформира коалиция срещу османците. Влад придружава императора при неговото завръщане в Константинопол и остава там до 1429 г. Византийският историк Дука отбелязва, че Влад става офицер от армията на император Йоан VIII Палеолог и че има достъп до императорския дворец. Разбирайки обаче, че Йоан Палеолог няма да му помогне да вземе властта във Влашко, Влад се връща в двора на Сигизмунд.
Император Сигизмунд около 1430 му поставя задачата да охранява южната граница на Трансилвания от турските набези. На 8 февруари 1431 г. го посвещава в Ордена на Дракона, а през същата година на церемония в Нюрнберг го коронова като господар на Влашко. Но през лятото неговият полубрат Александру I Алдя нахлува във Влашко с молдовска подкрепа и сваля от трона Дан II.

## Управление
Влад заема престола на влашки войвода едва през 1436, след смъртта на брат си Александру I Алдя, който е османски васал. Проосманската политика на Александру става причина за силно брожение сред влашките боляри. Сериозно болен, той умира през есента на 1436 г. и с помощта на трансилвански войски Влад овладява престола. Той не преподписва сключения от Александру договор с османците, което ги предизвиква да нападнат страната през ноември.
През декември 1437 г. император Сигизмунд умира и това събитие, както и въстанието на трансилванските селяни, отслабват Кралство Унгария. Влад се принуждава да потърси помирение със султана и заминава за Одрин, където се заклева във вярност пред Мурад II. Помирението включва изплащане на ежегоден данък и задължението да участва във военните кампании на Османската империя.
Влад управлява с кратко прекъсване през 1442, когато Мурад, подозирайки го в измяна, го вика в Одрин да се увери в неговата лоялност. Преди за замине, Влад слага на трона най-големия си син Мирчо II. В Одрин по заповед на султана Влад е арестуван и държан в плен в Галиполи. През август 1442 г. султанът изпраща войска да анексира Влашко, но тя е разбита от Янош Хуняди, който поставя за кратко на трона Басараб II. Още на следващата година Влад Дракул си връща трона, подкрепен от войските на Мурад. В замяна освен ежегодния данък е принуден да изпрати двама от синовете си Влад и Раду като заложници при османците.
След военните успехи на Янош Хуняди срещу турците и подписания Одринско-Сегедски мир между тях през 1444 г., Влад решава да промени външната си политика и отново става съюзник на унгарците. Когато полският и унгарски крал Владислав III провежда своя кръстоносен поход срещу турците през 1444, Влад се среща с него при Никопол, като осигурява помощ от 4000 влашки войници под командването на най-големия си син Мирчо. След голямото поражение в битката при Варна и смъртта на краля, Влад пленява Янош Хуняди при изтеглянето му през Влашко. Причината вероятно са грабежите на унгарските войски, както и това че Влад и синът му Мирчо смятат Янош за главен виновник за поражението. Хуняди е освободен срещу голям откуп, но това само подхранва враждата между двамата владетели. 
През 1445 Влад Дракул заедно със синът си Мирчо участва в кръстоносна кампания на папско-бургундския флот по река Дунав, в хода на която влашките и бургундските войски превземат крепостите Тутракан, Гюргево и Русе и обсаждат неуспешно Никопол. През 1446 или 1447 Влад отново сключва мир с турците, съгласявайки се да върне в Османската империя българските бежанци във Влашко. През декември 1447 влашките боляри, подтиквани от Хуняди, въстават срещу Влад и го убиват в блатата край Илфов. Най-големият му син Мирчо е ослепен и погребан жив в Търговище.

## Семейство
Прието е да се смята, че първата съпруга на Влад II Дракул – Василиса е дъщеря на молдовския войвода Александър Добрия, която му ражда синовете Мирчо II, Влад Цепеш и Раду III Красивия. Втората му съпруга според някои мнения се казва Еупраксия. Румънският историк Флореску пише, че Влад има и дъщеря Александра, омъжена за влашкия болярин Винтила Флореску. Влад IV Монах е незаконнороден син на Влад Дракул.